# Перовскит
Перовски́т — сравнительно редкий для поверхности Земли минерал, титанат кальция. Эмпирическая формула: CaTiO3. Был впервые обнаружен в 1839 году на Урале; назван в честь русского государственного и военного деятеля сенатора Льва Перовского.

## Характеристика
Кристаллы перовскита имеют кубическую (псевдокубическую) форму, грани кубов иссечены короткими штрихами, параллельными рёбрам. Нередко кристаллы спаяны по граням кубов. В зависимости от примесей имеет разнообразный цвет:
- большей частью тёмный — серовато-чёрный, железо-чёрный, красновато-бурый;
- реже светлый — гиацинтово-красный, померанцево- и медово-жёлтый. Перовскит светлых цветов прозрачен.

Твёрдость по минералогической шкале: 5,5—6, плотность: 3,97—4,0 г/см3. Кальций может замещаться на Ce, Ti на Nb и Та, могут быть и другие примеси, что приводит к образованию кнопита, дизаналита и лопарита.

## Месторождения
Перовскит был обнаружен в 1839 году в Уральских горах Густавом Розе и был назван им в честь государственного деятеля, коллекционера минералов сенатора Льва Перовского.
Перовскит встречается преимущественно в тальковых и хлоритовых сланцах. В микроскопическом виде найден также в породах вулканического происхождения (в мелилитовом базальте, базальтовой лаве). Месторождения на Урале, в Тироле (Австрия), а также в Швейцарии и Финляндии.

## Применение
Перовскит — источник титана, ниобия и ряда других элементов. Он весьма известен также благодаря своей кристаллической структуре. Атомы титана в перовските расположены в узлах слабо искажённой кубической решётки. В центрах псевдокубов располагаются атомы кальция. Атомы кислорода образуют вокруг атомов титана практически правильные октаэдры, которые немного развёрнуты и наклонены относительно идеальных положений. Среди соединений, имеющих структуру перовскита, оксиды, галогениды, интерметаллиды. Структурой перовскита (или производной от него) обладают высокотемпературные сверхпроводники, ионные проводники, а также многие магнитные и сегнетоэлектрические материалы.
Журнал «Science» включил перовскит в первую десятку прорывов 2013 года, подразумевая возможность использования его в солнечной энергетике.
На выставке SNEC 2024 в Шанхае китайская компания Utmo Light представила перовскитовую солнечную панель. Модуль размером 1200 мм x 600 мм предназначен для интегрированных в здания фотогальванических систем (англ. Building-integrated photovoltaics).

## Структурно сходные соединения
Общепринята точка зрения, что нижняя мантия Земли (слой между глубинами 660 км и 2791 км) состоит на 75—80 % из (Mg,Fe)SiO3 перовскитоподобной фазы, на 5—10 % из CaSiO3 и на 10—15 % из магниевого вюстита, и, следовательно, MgSiO3 составляет около половины общего объёма нашей планеты.
Структурно подобные перовскиту комплексные полимерные галогениды висмута и сурьмы, разработанные российскими учёными из Института неорганической химии имени А. В. Николаева СО РАН, Института проблем химической физики РАН и аффилированные Сколково, могут стать общим принципом построения полупроводников для будущих перспективных солнечных батарей. Данное исследование позволило получить солнечную батарею с рекордными для галогенидов сурьмы и висмута коэффициентами преобразования света в электричество.
В отличие, например, от рассмотренного китайскими исследователями в 2018 году перовксито-подобного материала, данный полупроводник не содержит токсичного свинца.